# کسترمن
کسترمن (انگلیسی: Casterman) یک ناشر کمیک‌های بلژیکی-فرانسوی با تمرکز بر کتاب‌های مصور و کتاب‌های کودکان است که در سال ۱۷۸۰ تأسیس شد. این شرکت در تورنه واقع در ۹۰ کیلومتری جنوب غربی بروکسل، پایتخت بلژیک، قرار دارد. 

## پیشینه
این شرکت در سال ۱۷۸۰ توسط دونات-ژوزف کسترمن، ویراستار و کتاب‌فروشی از تورنه، تأسیس شد و در ابتدا یک چاپخانه و انتشارات بود. در سال ۱۹۳۴، کسترمن انتشار آلبوم‌های ماجراهای تن‌تن را از چهارمین عنوان این مجموعه به نام «سیگارهای فرعون» به دست گرفت. از سال ۱۹۴۲، کسترمن شروع به انتشار نسخه‌های بازسازی‌شده و رنگ‌آمیزی شده آلبوم‌های قبلی تن‌تن کرد. 
کمی پس از آن، با قوت گرفتن از موفقیت کمیک‌های هرژه، کسترمن مجموعه‌های جدیدی را با نویسندگان جدیدی مانند ژاک مارتین، فرانسوا کرینهاس و سی. و وی. هانسن پیشنهاد داد. از سال ۱۹۵۴، کسترمن کتاب‌های کودکان از جمله کتاب‌های موفق مارتین اثر مارسل مارلیه و کتاب‌های Cadet-Rama نوشته آلن‌گری را نیز منتشر کرد. 
کسترمن با اشتیاق برای جذب بازار بالغ‌تر، در سال ۱۹۷۳ تصمیم گرفت اولین آلبوم‌های «کرتو مالتیز» را اثر نویسنده ایتالیایی هوگو پرت منتشر کند. علاوه بر این، در سال ۱۹۷۸، کسترمن مجله ماهانه **A Suivre** را تأسیس کرد که قرار بود بر احیای کمیک‌های دهه ۱۹۸۰ تأثیر بگذارد. کسترمن انتشار مجله A Suivre را در سال ۱۹۹۷ متوقف کرد. 
کسترمن اکنون بخشی از گروه فلاماریون است. 
مجموعه مانگاهای کسترمن تحت عنوان Sakka منتشر می‌شوند.